# Neon Nature Tour

Neon Nature Tour — третий концертный тур валлийской певицы Марины Диамандис, известной как Marina and the Diamonds в поддержку её третьего студийного альбома Froot (альбом) (2015). Тур был официально объявлен через три месяца после выхода альбома, 23 июня. А начался тур, 12 октября 2015 года в Хьюстоне, Техас. Завершение европейской части тура, запланировано на 5 марта 2016 года, в Афинах, Греция. Однако, Диамандис заявила, что тур будет продолжаться в Северной Америке и Южной Америке.

## Сет-лист
Act 1: The Family Jewels
1. "Mowgli's Road"
2. "I Am Not a Robot"
3. "Oh No!"
4. "Obsessions"
5. "Hollywood"

Act 2: Electra Heart
1. "Electra Heart" (Interlude)
2. "Bubblegum Bitch"
3. "Teen Idle"
4. "How to Be a Heartbreaker"
5. "Primadonna"
6. "Lies"

Act 3: Froot
1. "Froot"
2. "Savages"
3. "Can't Pin Me Down"
4. "I'm a Ruin"
5. "Forget"
6. "Immortal"

На бис
1. "Happy"
2. "Blue"